# Albánská unie křesťanských demokratů (Kosovo)
Unioni Shqiptare DemoKristiane (Albánská unie křesťanských demokratů, zkratka UShDK) je jedna z kosovských politických stran. Během posledních voleb v roce 2004 byla součástí koalice Aleanca për Ardhmërinë e Kosovës (Aliance pro budoucnost Kosova).